# Les illes
Les illes és una obra escrita per Josep Pla el 1970 que forma el quinzè volum de l'Obra Completa de Josep Pla.

## Composició
Els textos que formen el volum de Les illes procedeixen de diferents publicacions, tot i que alguns d'ells són inèdits. En ells parla sobre les illes Medes, l'illa de Menorca, Mallorca, Cabrera, Eivissa, Formentera, Còrsega, Elba, Sardenya, Sicília, Malta i les illes gregues.

## Anàlisi
Els papers que Josep Pla va escriure sobre les Illes Balears són múltiples i diversos. La fascinació que l'escriptor de Palafrugell va sentir per aquest indret de la Mediterrània, la identificació immediata i profunda que va viure-hi, va provocar l'aparició de textos periodístics i literaris des del bon començament de la seva vida professional fins als seus darrers anys.
Periodista i escriptor, viatger infatigable, curiós impenitent dominat per «la diabòlica mania d'escriure», de ben jove va cercar «el genius loci de les illes somiades». Per Pla viatjar i escriure era un binomi indissociable que suposava conèixer i entendre el paisatge i la gent del lloc que visitava.
Dels anys 20 als 70 del segle xx, Pla va viatjar i va esplicar el món que va conèixer. La seva mirada fou personalíssima, de localista profund, sempre vehiculada per la seva intel·ligència poètica i acompanyada de la ironia i l'escepticisme necessaris per anar tirant.
Parlant «del meu país», de l'Empordà o de Mallorca, tant se val, a través de la seva gent, il·lustres i pagesos, dibuixà un món precís, concret i determinat, fet a la seva mida, descrit subjectivament i amb l'enyorança d'allò que es perd amb el pas del temps.
A Mallorca, Menorca, Eivissa, Formentera i, fins i tot, a Cabrera hi va voler trobar l'essència, la mediterraneïtat que li tenia el cor robat, la insularitat que caracteritza la seva gent. Va voler conèixer, comprendre i explicar per escrit, la seva actualitat, els seus «homenots», les transformacions socials, culturals i naturals, que s'hi ha produït.

## Relectures
Entre 2001 i 2002 la Fundació Josep Pla va organitzar l'exposició Josep Pla: «...sóc un illòman», que es va poder veure a Mallorca, Menorca i Eivissa gràcies al suport de la Fundació "la Caixa". L'exposició mostrava a través d'una recopilació de documentació molt variada la relació de l'escriptor amb les Illes Balears.